# 阿爾夫河
50°3′25″N 7°7′42″E / 50.05694°N 7.12833°E
阿爾夫河（德語：Alf）是德國莱茵蘭-普法爾茨州的河流，屬於摩澤爾河的左支流，河道全長59公里，發源自艾费尔山，流經梅倫、吉倫費爾德和包森多夫。